# Henri Eger de Calcar
Pour les articles homonymes, voir Eger et Calcar.
Henri Eger de Calcar est le nom français d'Heinrich Egher von Kalkar, moine chartreux allemand du Moyen Âge, théologien catholique et théoricien de la pratique du chant liturgique (le chant grégorien), né vers 1328 à Kalkar dans le duché de Clèves et mort le 20 décembre 1408 à Cologne.

## Sa vie
Né dans une famille patricienne, il fréquente l'école latine de Kalkar, puis poursuit ses études à Cologne et Paris. En 1356, il est Magister Artium à l'université de Paris, puis Magister regens en 1358. À partir de 1363, il est chanoine à la collégiale Saint-Georges de Cologne puis à celle de Saint-Suitbert à Kaiserswerth. Il intègre l'ordre des Chartreux à Cologne en 1365 et de 1367 à 1372 exerce la fonction de prieur de la chartreuse de Monichusen, près d'Arnheim. Il est ensuite recteur à Ruremonde, prieur de Sainte-Barbe de Cologne de 1378 à 1384 et enfin prieur de la chartreuse du Mont-Sainte-Marie de Strasbourg jusqu'en 1396. Ces années sont troublées par le grand schisme d'Occident : Urbain VI est à Rome, tandis que Clément VII est pape d'Avignon. Au début, les chartreux demeurent neutres et ne nomment pas le pape dans leurs prières, mais le chapitre général de 1380 qui se tient à la Grande Chartreuse et auquel Henri Eger prend part se divise également. Une partie des chartreuses (les françaises et les espagnoles) suit Clément, tandis que la chartreuse de Cologne qui suit d'abord Clément se range après 1382 derrière Urbain. Henri Eger fut également de 1375 à 1395, visiteur de la province de l'Ordre dite Alemania inferior (« Allemagne inférieure »). En 1396, il revient à Cologne et se retire dans la chartreuse Sainte-Barbe où il mène la vie d'un simple moine jusqu'à sa mort en 1408.
Heinrich Eger est l'auteur de nombreux travaux de scolastique tardive. Il théorise aussi ce qui est chanté, à l'église, par la schola grégorienne (le chœur liturgique). Il est également l'auteur d'écrits juridiques, d'études historiques et surtout de textes ascético-mystiques. Ces derniers en particulier ont eu une influence notable sur le courant du renouveau religieux connu sous le nom de Devotio moderna qui vers 1374 se déplace vers Heinrich Eger après la retraite de  Gérard Groote. Son œuvre la plus connue est Ortus et decursus ordinis Cartusiensis, rédigée en 1398.
Sa renommée fut telle que certains lui attribuèrent (à tort) l'institution du Rosaire et la composition de l'Imitation de Jésus-Christ. Pierre Canisius alla jusqu'à faire figurer son nom dans le martyrologe allemand à la date du 20 décembre.

## Œuvres
En tant qu'écrivain, Henri Eger a laissé un certain nombre d'œuvres sur des sujets très divers. À la fois savant et lettré, musicien distingué, théologien et ascète, il est aussi l'auteur de sermons, de lettres et de traités sur la vie spirituelle.
Ces œuvres, dont peu ont été imprimées, sont dispersées dans différentes bibliothèques, à Bâle, Bruxelles, Saint-Gall et ailleurs. Le premier publié, l'Exercitatorium Monachale ou Tractatus utilis proficere volentibus, a connu une durée étrange. Inséré dans un certain nombre de manuscrits de L'Imitation du Christ entre le premier et le troisième livre, il est parfois passé pour un livre non édité de cette œuvre, et a été publié comme tel par le Dr Liebner à Göttingen en 1842. Plusieurs fois réédité, notamment par J. B. Malou dans ses Recherches historiques et critiques sur le véritable auteur de l'Imitation (1858), il a été traduit en français (Waille, Paris, 1844) sous le titre L'Imitation de J. C., livre inédit trouvé dans la bibliothèque de Quedlinbourg. Il est passé en grande partie dans la Mystica theologia (chap. I) d'Henri de Beaume, dans le traité De Contemplatione (lib. I, art. xxi) de Denis le Chartreux, et, après avoir inspiré Thomas à Kempis et Garcias de Cisneros, il a fourni à saint Ignace lui-même quelques idées pour ses Exercices.

### Source
- (de) Cet article est partiellement ou en totalité issu de l’article de Wikipédia en allemand intitulé « Heinrich Eger von Kalkar » (voir la liste des auteurs).
- (en) Catholic Encyclopedia sur Wikisource